# Milan Savić (calciatore 2000)
Milan Savić (in serbo Милан Савић?; Bijeljina, 19 maggio 2000) è un calciatore bosniaco, attaccante dello Sloboda Užice.

## Caratteristiche tecniche
È un'ala sinistra.

## Carriera

### Club
Cresciuto nel Radnik Bijeljina, dal 2014 al 2018 milita nella Stella Rossa e successivamente trascorre un anno e mezzo in Belgio al Malines, giocando solo a livello giovanile.
Il 17 gennaio 2020 viene acquistato dal Čukarički che dopo un periodo di adattamento lo promuove in prima squadra; fa il suo esordio fra i professionisti il 6 giugno giocando l'incontro di Superliga perso 1-0 contro l'Inđija. L'11 settembre della stagione seguente realizza la sua prima rete, segnando il gol del definitivo 1-3 contro la Stella Rossa.

### Nazionale
Ha giocato nelle nazionali giovanili bosniache Under-17, Under-19 ed Under-21.

## Statistiche
Statistiche aggiornate al 6 aprile 2021.

### Presenze e reti nei club
| Stagione        | Squadra         | Campionato      | Campionato | Campionato | Coppe nazionali | Coppe nazionali | Coppe nazionali | Coppe continentali | Coppe continentali | Coppe continentali | Altre coppe | Altre coppe | Altre coppe | Totale | Totale | Totale |
| Stagione        | Squadra         | Comp            | Pres       | Reti       | Comp            | Pres            | Reti            | Comp               | Pres               | Reti               | Comp        | Pres        | Reti        | Pres   | Reti   |        |
| --------------- | --------------- | --------------- | ---------- | ---------- | --------------- | --------------- | --------------- | ------------------ | ------------------ | ------------------ | ----------- | ----------- | ----------- | ------ | ------ | ------ |
| gen.-lug. 2020  | Čukarički       | SL              | 3          | 0          | CS              | 0               | 0               |                    | -                  | -                  |             | -           | -           | 3      | 0      |        |
| 2020-2021       | Čukarički       | SL              | 22         | 3          | CS              | 1               | 0               |                    | -                  | -                  |             | -           | -           | 23     | 3      |        |
| Totale carriera | Totale carriera | Totale carriera | 25         | 3          |                 | 1               | 0               |                    | -                  | -                  |             | -           | -           | 26     | 3      |        |